# Gatecreeper
Gatecreeper — американський рок-гурт, заснований 2013 року.

## Історія
Музичний гурт Gatecreeper засновано 2013 року в Аризоні вокалістом Чейзом Мейсоном та барабанщиком Метью Арреболло, які захоплювалися дез-металом і, зокрема, альбомом Dismember Massive Killing Capacity (1995 рік). За участі гітариста Еріка Вагнера 2014 року вони записали однойменний мініальбом, що складався з чотирьох пісень та містив відсилання до наркозалежності Мейсона.
Згодом гурт перетворився на квінтет, до якого додатково увійшли Нейт Гарретт (гітара) та Шон Мірс (бас-гітара). В такому складі колектив привернув увагу лейблу Relapse Records, який запропонував музикантам контракт. 2016 року вийшов  дебютний альбом Gatecreeper Sonoran Depravation, записаний звукорежисером Куртом Баллу (гітаристом панк-рок гурту Converge) та спродюсований Раяном Бремом.
Протягом наступних років Gatecreeper випустили спліт-альбоми з гуртами Take Over and Destroy та Iron Reagan. 2019 року вийшов другий студійний альбом Gatecreeper Deserted, а 2021 року — мініальбом An Unexpected Reality. Змінивши лейбл та підписавши контракт з Nuclear Blast, 2024 року Gatecreeper випустили третю студійну платівку Dark Superstition.

## Дискографія
- 2016 — Sonoran Depravation
- 2019 — Deserted
- 2021 — An Unexpected Reality (EP)
- 2024 — Dark Superstition[1][4]